# زبان جهانی

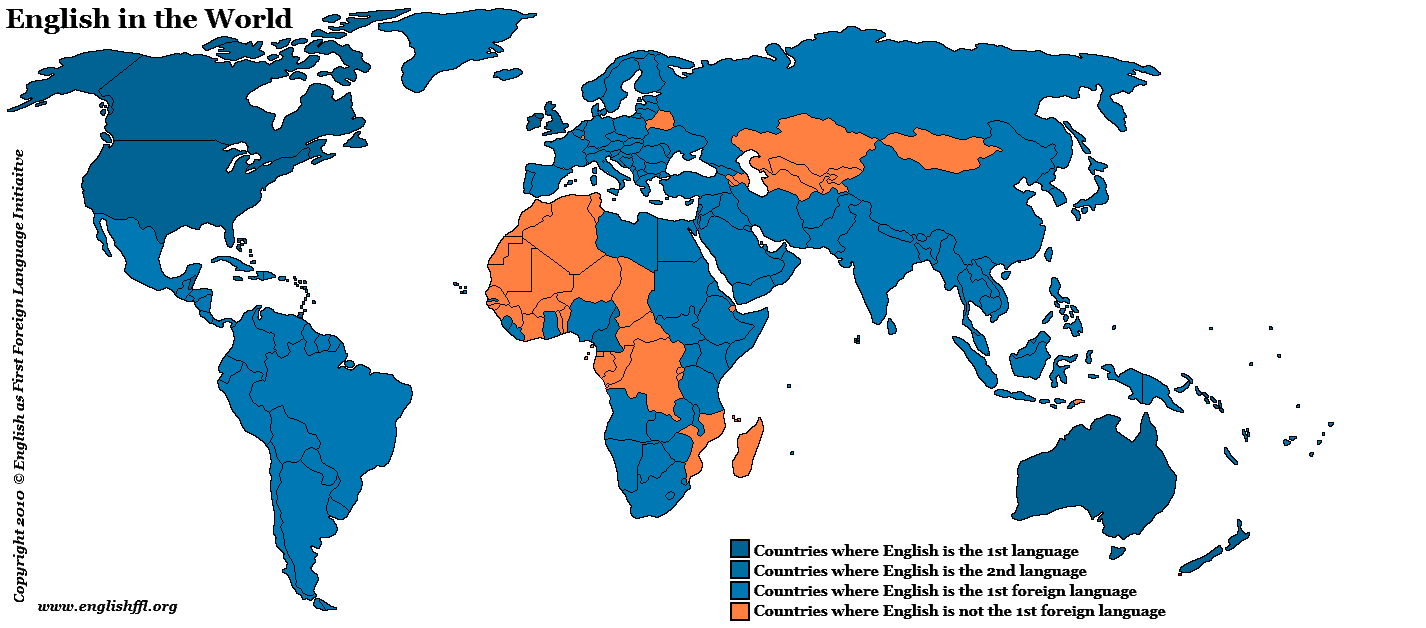
برنامه‌ریزی زبانی میان کشورها:
انگلیسی، زبان اول، دوم یا زبان خارجه است.
انگلیسی، زبان خارجه نیست.

زبان جهانی (به انگلیسی: World language) به زبانی گفته می‌شود که به‌وسیلهٔ افراد زیادی به‌عنوان زبان دوم به‌کار رود. این زبان ممکن است زبان نخست (زبان مادری)، دوم یا سوم افراد باشد.
زبان جهانی بودن بر اساس شمار گویشور (زبان مادری یا دوم) یا پراکندگیِ جغرافیایی محاسبه می‌شود. امروزه بیشتر زبان‌های جهانی از زبان‌های اروپایی هستند. برای نمونه زبان انگلیسی یک زبان جهانی در کل جهان است. موارد دیگر عبارتند از عربی، روسی، فرانسوی، اسپانیایی و سابقاً لاتین.
در میان زبانهای ساختگی، زبان اسپرانتو بیشترین معروفیت و گسترش را به عنوان زبان جهانی داشته‌است.

## نگارخانه

سخنوران زبان انگلیسی در سراسر جهان
زبان اسپانیایی
زبان فرانسوی
زبان روسی
زبان عربی
زبان چینی